# Bolbophorus confusus
Bolbophorus confusus är en plattmaskart. Bolbophorus confusus ingår i släktet Bolbophorus och familjen Diplostomatidae. Inga underarter finns listade i Catalogue of Life.